# Hygrograf
Hygrograf je meteorologický přístroj určený k nepřetržitému měření a zápisu relativní vlhkosti vzduchu v závislosti na čase.
Měřícím čidlem hygrografů bývá svazek odtučněných lidských vlasů nebo opracovaná blána z hovězího tenkého střeva (tzv. „zlatotepecká mázdra“). Tato vlhkoměrná tělesa se s rostoucí relativní vlhkostí rozpínají. Tato změna délky je pákovým mechanizmem převáděna na ručku, na jejímž konci je upevněno pérko. Toto pérko zapisuje naměřenou teplotu na papírovou pásku, která je upevněná na otáčejícím se válci. Otáčení válce zajišťuje hodinový stroj v něm umístěný a poháněný buď mechanicky, nebo elektricky. Doba otáčení válce je většinou jeden týden, můžeme se však setkat i s denními či měsíčními strojky. Vzniklý záznam relativní vlhkosti vzduchu se nazývá hygrogram.
Na záznamovém papírovém pásu umístěném na otočném válci jsou předtištěny jednotlivé dny v týdnu i konkrétní hodiny (vodorovná osa) a relativní vlhkosti vzduchu (svislá osa), z něhož je pak možno zpětně sledovat průběh teploty vzduchu do minulosti. Hygrografy (společně s dalšími registračními přístroji) bývají běžnou součástí každé meteorologické stanice. 
Někdy bývají hygrografy spojeny do jednoho přístroje spolu s termografem (přístrojem pro měření teploty vzduchu v závislosti na čase) do přístroje, který se pak nazývá složeným slovem termohygrograf. Pro aerologická měření se dříve využívaly také přístroje, které zapisovaly kromě teploty a vlhkosti i atmosférický tlak (jednalo se tedy o sloučený termograf, hygrograf a barograf) – takový přístroj se nazývá meteorograf.